# Salvador Canals Navarrete
Salvador Canals Navarrete (Valencia, 3 de diciembre de 1920 - Roma, 24 de mayo de 1975) fue un canonista español, afincado en Italia.

## Biografía
Fue miembro numerario del Opus Dei desde 1940. El 1 de noviembre de 1942 se trasladó a Roma junto con José Orlandis. Ambos fueron recibidos en audiencia por el Papa Pío XII (15 de enero de 1943). Fueron los primeros miembros del Opus Dei que hablaron de esta institución con un Pontífice romano. En la capital italiana, defendió su tesis doctoral en Derecho Civil sobre El contrato de reproducción cinematográfica (enero de 1946). Monseñor Luca Pasetto, secretario de la Congregación de Religiosos, le ordenó sacerdote en la iglesia de Santa María Regina dei Cuori, en el barrio romano de Ludovisi (1 de noviembre de 1948). Obtuvo su segundo doctorado, en Derecho canónico, y el título de abogado rotal (1950).
A lo largo de su ministerio sacerdotal, recibió diversos nombramientos: Consultor de la Pontificia Comisión de Cinematografía, Radio y Televisión (1954); juez sinodal del Vicariato de Roma (1958); juez auditor de la Rota Romana (1960); consultor de las Congregaciones de Religiosos y del Concilio (1961); perito del Concilio Vaticano II (1962); consultor de la Congregación para la Disciplina de los Sacramentos (1966). Miembro de la Curia Romana y del Pontificio Consejo para las Comunicaciones Sociales y de la Congregación para el Clero.
Considerado como uno de los mejores especialistas en espiritualidad y derechos de los laicos dentro de la Iglesia. Es el fundador de la revista Studi cattolici (1957) publicó numerosos trabajos sobre la configuración jurídica de los institutos seculares, temas sacerdotales y medios de comunicación.
Tuvo una salud frágil. Durante los últimos años de su vida padeció diversas enfermedades y limitaciones. Falleció en Roma, el 24 de mayo de 1975, a los 54 años.